# 野球用語一覧
野球用語一覧は、野球に関する語の一覧である。

## 野球における和製英語
日本の野球は長い時間をかけて独自の発展を遂げたため、日本で一般的に使用されている野球用語の中には、和製英語や英語の誤用が多い。完全な造語の他に、日本語からの直訳、英文の無理な省略などにより、文法的に誤りがあるものや、違う意味になってしまったものもある。
近年は正しい英語の普及を目指しているせいか、「ストッパー」を「クローザー」 (closer) と言い換えるように、和製英語を排除する傾向が多少見られる。ただし「フォアボール」などのように相変わらず定着しているものも存在する。
| 和製英語                                 | 英文                                                                 | 説明・意味 |
| ---------------------------------------- | -------------------------------------------------------------------- | --- |
| アンダースロー                           | submarine                                                            | 腕が水平を下回る角度にある投法。下手投げ。 |
| イレギュラーバウンド・イレギュラー       | bad hop                                                              | 打球が障害物によってバウンドする方向を突然変えること。 |
| インコース（内角）、アウトコース（外角） | inside, outside [away]                                               | ストライクゾーンの打者側の部分をインサイド、反対側をアウトサイドと呼ぶ。 |
| ウイニングショット                       | money pitch                                                          | 決め球のこと。その投手が最も得意とする球種。 |
| ウイニングボール                         |                                                                      | 試合が終了したときに使用していたボール（勝利チームが手にする）。 |
| ウエスト                                 | waste pitch                                                          | 盗塁やスクイズを警戒して、わざと外したボールを投げること。英語では「遊び球」の意。 |
| エンタイトルツーベース                   | ground rule double                                                   | 一度フェアグラウンドに落ちた打球が、フェンスなどを越え、これ以上野手が追っていけない場所に入ったこと。打者を含む走者に2つの安全進塁権が与えられる。 |
| オーバースロー                           | over arm [over hand, over handed] pitch [throw]                      | 肩の上から投げる投球方法。上手投げ。野球用語として存在する、英語のoverthrowは暴投を指す。 |
| オープン戦                               | exhibition game, pre-season match                                    | 公式の試合の前後、合間などに行われる非公式の試合のこと。 |
| カットボール                             | cutter, cut fastball                                                 | fastballのうち、利き手の反対方向に変化する球種。呼称はやや異なっているものの、日本とアメリカでほぼ同じ意味で使われる。 |
| カットマン                               | cutoff man                                                           | 外野手が本塁に送球する際、直接に本塁に届くまでには時間がかかる距離の場合に、外野手の送球を途中で中継して、本塁に投げる野手。 |
| キャッチボール（をする）                 | play catch                                                           | ボールを取って投げる動作。 |
| キャンバス（塁）                         | base, bag, sack                                                      | |
| クッションボール                         | carom                                                                | フェンスなどに当たって跳ね返ってきたボールのこと。 |
| クリーンアップ（3番-5番打者）            | heart of the order                                                   | cleanup hitterといえば、本来は4番打者1人だけを指す。 |
| ゲームセット                             | that's the game, the game's over, game and set, that's the ballgame. | 試合終了の意。 |
| ゲッツー・併殺                           | double play（DPと略される）                                          | 一連のプレイでアウトを2つ取ること。 |
| ゴロ                                     | ground ball                                                          | 地面に落ちた打球のこと。 |
| サイクルヒット                           | hit for cycle                                                        | 1人の打者が1試合で単打、二塁打、三塁打、本塁打の4種類の安打を打つこと。 |
| サイドスロー                             | side arm [side hand, side handed] pitch [throw]                      | 横から投げる投球方法。 |
| サヨナラヒット                           | walk-off single                                                      | 後攻チームが試合終了となる回または延長戦で決勝点を挙げ、同時に試合終了となるヒット。 |
| サヨナラホームラン                       | walk off home run, game-ending home run                              | 後攻チームが試合終了となる回または延長戦に決勝点を挙げ、同時に試合終了となるホームラン。最近では、日本人選手のメジャーリーグでの活躍により、輸出された「Sayonara」が使われることもある。これは数少ない英語化された日本野球用語の一例であるが、「Good-bye baseball!（入った！ホームラン！）」の意味で使われている場合が多い。 |
| シュートボール・ワンシーム               | sinker, 2-seam                                                       | アメリカにおいても日本人投手のシュートに対してshuutoと呼ばれることが稀にあるが、基本的にはsinker、或いは2-seamと表現されることが多い。一般的にはfastballのうち、回転軸が地面に対して垂直或いは進行方向に向いている成分が大きいものをsinker、4-seamとsinkerの中間付近のものを2-seamと呼ばれることが多いが、線引きは曖昧となっている。 |
| ショート（遊撃手）                       | shortstop（SSと略される）                                            | 二塁と三塁の間の守備位置。 もともと野球黎明期の1880年代では、二塁と投手（マウンド）の中間におり、状況に応じて内野を動き回れる役割だった。現在のように定位置が明確にない野手だったため、明治初期に野球が伝来した際にも「遊撃」と訳されている。また当時の二塁手は、二塁のすぐ側に位置しており、現在の守備位置となったのは、エディ・コリンズの提案によるためだと言われている。 |
| シンカー                                 | changeup                                                             | 日本で呼称される一般的なシンカーは、MLBにおいてはchangeupとして表されることが多い。また、MLBにおけるsinkerと日本におけるシンカーはやや異なったニュアンスとなっている。 |
| スコアリングポジション                   | scoring position                                                     | 二塁と三塁の総称。ここまで走者が進塁した場合、味方の安打や相手の失策で得点に結び付きやすいからである。 |
| スタメン                                 | starter, starting                                                    | starting memberの略。英語では、starting order。また、「スターター」という言葉は先発投手 (starting pitcher) の意味で、和製英語化している。 |
| ストッパー                               | closer, fireman                                                      | 抑え投手（守護神）のこと。主に最終回にセーブのつく場面で登板する。また、抑え投手に限らず、最終回を投げる投手を指す場合もある。意味合いではstopperは「止める者」であり、closerは「閉める者」であるため、本来stopperは、相手の猛攻を止めるために交代する投手を指しており、日本で「火消し役」というのは、英語のfiremanから由来していると言われている。投手が炎上したときに交代するのがstopperであり、fireman（火消し）であるため、closerとは厳密に役割が違う。また、英語のstopperはもとはサッカー用語で、ディフェンダーの1ポジションを指す。 |
| ストレート・速球・スピードボール         | fast ball                                                            | straight ballは棒球、勢いのない死に球、失投などのこと、speedballは「コカインとヘロインを混ぜた速効性の麻薬」のことを指す。 |
| スリーバント                             | bunt with two strikes, bunt after two strikes                        | 2ストライク後のバントのこと。 |
| セーフティバント                         | a bunt for a hit, a drag bunt                                        | 打者自身もセーフになることを狙ったバント。特にdrag buntは普通の構えから、投手が投球してからバントの構えに移行するバントのことで、バスターの逆の行為にあたる。 |
| セットアッパー                           | setup man                                                            | 勝ち試合において、先発投手や他の中継ぎ投手から「ストッパー」につなぐまでの間に起用される投手。7～8回を中心に、試合の後半に登板する。 |
| タイムリーヒット                         | an RBI single                                                        | 他の走者を本塁に帰し、得点を挙げることができたヒット。打点がつく。 |
| タッチ                                   | tag                                                                  | 触れること。（しばしば）触球、触塁のこと。 |
| タッチアップ                             | tag up                                                               | 飛球が捕らえられたため、走者が元いた塁に触れなおしてから進塁すること。 |
| タッチアウト                             | tagged and out                                                       | 走者が野手に触球されてアウトになること。 |
| チャンス                                 | clutch (situation)                                                   | 好機。勝負強い打者はclutch hitterと呼ばれる。 |
| チェンジ                                 | end of inning, inning is over                                        | 攻守を交代すること。 |
| テキサスヒット                           | a blooper (bloop hit), a Texas leaguer                               | 飛球を追った野手と野手の間に打球が落ちる安打のこと。 |
| デッドボール（死球）                     | hit by (a) pitch                                                     | 英語でdead ballは、in playでない事を指し、日本で言われる「ボールデッド」と同じ。 |
| トップバッター                           | leadoff man, leadoff hitter                                          | 1番打者、あるいはその回の最初の打者。 |
| トンネル                                 | to let it go through his legs                                        | 野手がゴロの打球を捕球できず、打球がその股間を抜けること。 |
| ナイター                                 | night game                                                           | 夜間（17時以降）に試合が開始する試合のこと。 |
| ネクストバッターズサークル               | on-deck circle                                                       | 次打者が待機するベンチ前の円形の場所。（アメリカのOfficial Rulesでは"next batter's box"と書かれている。）次の打者はon-deck、更に次の打者はIn the holeと呼ばれる。 |
| ノーコン（ノー・コントロール）           | bad control, bad command, lack of control                            | 投球（または送球）のコントロールが悪いこと。 |
| ノック                                   | fungo                                                                | トスしたボールを人がバットでボールを打ち、その転がったボールを野手が捕って投げ返す守備練習。 |
| ノーヒットノーラン                       | no-hitter, no-hit game, no-no                                        | 無安打無得点試合。日本でもノーノーと呼ばれることがある。 |
| ハイタッチ                               | high five                                                            | |
| バスター                                 | slash bunt, slug bunt                                                | バントの構えを引いて、バットを振って打つこと。 |
| パスボール                               | a passed ball                                                        | 投手の投球に対して捕手の捕球可能範囲でありながら捕手の失策により、投球を後逸すること。バッテリー間で捕手の失策に対する言葉である。 |
| バックネット                             | backstop                                                             | 本塁後方に張ってあるネットのこと。 |
| バッテリー                               | a battery                                                            | 投手と捕手の総称。 |
| バックホーム                             | throw to the plate                                                   | 野手が、本塁に向かって送球すること。 |
| バッティングピッチャー                   | batting practice pitcher                                             | 打撃投手。 |
| ピッチャーゴロ、ピッチャーフライ         | a grounder (fly) to the pitcher                                      | MLBに置いてゴロ(ground ball)・及びフライ(fly ball)はアウト・ヒットの結果に関係なく、打球の性質を表す。（例えば、ゴロ性の打球によるヒットの場合はhit on a ground ballなどと表される。）その為、ゴロアウトの場合はground out、外野フライアウトの場合はfly out、内野フライの場合はpop outと表されることが多い。 |
| ファウルグラウンド                       | foul territory                                                       | |
| フォアボール（四球）                     | base on balls, walk, (ball four)                                     | |
| フォークボール                           | splitter, split-finger fastball, split                               | アメリカにおいても日本人投手のフォークに対してforkballと呼ばれることがあるが、基本的にはsplitter、或いはsplit, split-finger, split-finger fastballなどと表現されることが多い。splitterそのものを包括してchangeupと表されることもある。 |
| ～フライ                                 | a fly ball to ～, pop-up, pop fly                                    | 英語の「pop fly」はフライ全般を指すが、和製英語の「ポップフライ」は内野定位置までしか飛ばないフライを指し、意味が異なる。また、フライになった打球を捕球される事は「Fly Out」ではなく「air out」と呼ばれ、「AO」と略される。（これにはライナーでのアウトも含まれる） |
| ブラッシュボール                         | brush back-pitch                                                     | 頭部付近への投球のこと。厳密には頭部を狙った投球をbeanballと言い、打者を仰け反らせることを目的とした投球をbrush back-pitchという。 |
| フリーバッティング                       | batting practice                                                     | 打撃練習。 |
| フルベース                               | bases loaded (The bases are full.)                                   | 満塁。 |
| （マウンドの）プレート（投手板）         | rubber                                                               | |
| ビジターゲーム                           | away game                                                            | ホームゲームにおいてホームチーム側から見た相手側のゲーム。 |
| ヘッドスライディング                     | head-first slide                                                     | 頭から塁に滑り込むこと。「ヘッスラ」と略することもある。 |
| ホームイン                               | get [cross] home [the plate], come home, (score)                     | 走者が本塁に触れること。 |
| ホームスチール                           | steal home                                                           | 三塁走者が本塁に盗塁すること。 |
| ホームベース                             | home plate                                                           | 本塁。 |
| ライナー                                 | line drive, liner                                                    | 打球角度が低角のものを指す。ライナー性の打球をline driveまたはliner、アウトの場合はlined out、ヒットの場合はhit on a lineなどと表す。また、ハーフライナーはsoft line driveと言う。 |
| ランニングホームラン                     | inside the park home run                                             | フェアグラウンドに落ちた打球を守備側が失策を伴うことなく処理する間に、打者走者が本塁まで進塁できた場合に記録されるホームラン。 |
| ワイルドピッチ                           | wild pitch(throw)                                                    | 投手の投球が捕手の捕球可能範囲を越えて、捕手が投球を捕球できないこと。バッテリー間で投手の失策に対する言葉である。 |
| ワンポイントリリーフ                     | spot reliever                                                        | 特定の1人の打者のために登板する救援投手のこと。英語では"situational lefty"など左投手のみに限定した用語も存在する。 |

また、日本語の野球用語がアメリカなどで使用されるようになったケースも若干存在する。
SAN-SHIN
三振のこと。
SAYONARA
ただし、サヨナラゲームではなく、"Good Bye Baseball"（入った！ホームラン！）の意で使われることが多い。
以下は、アメリカのOfficial Baseball Rulesに記述があり、日本においても使用されているが、現在アメリカでは別の表現が一般的になっているもの。
スリーベースヒット（三塁打）(three-base hit) → triple
ツーベースヒット（二塁打）(two-base hit) → double
ハーフスイング (half swing) → check swing
打者が打とうとして、途中でスイングを止めること。
ヒット（単打） (hit) → single, a base hit
日本では、二塁打や三塁打との区別をはっきりさせる目的で「シングルヒット」という和製英語が用いられることがある。
ホームベース（本塁） (home base) → home plate
Official Baseball Rulesでは、「home base」「home plate」どちらも使用されている。

## 関連人物
- 水野かほる
言語学者。野球の実況アナウンスの発話を調査し、野球で用いられる外来語について研究した。